# Fayza Mohamed Aboul Naga

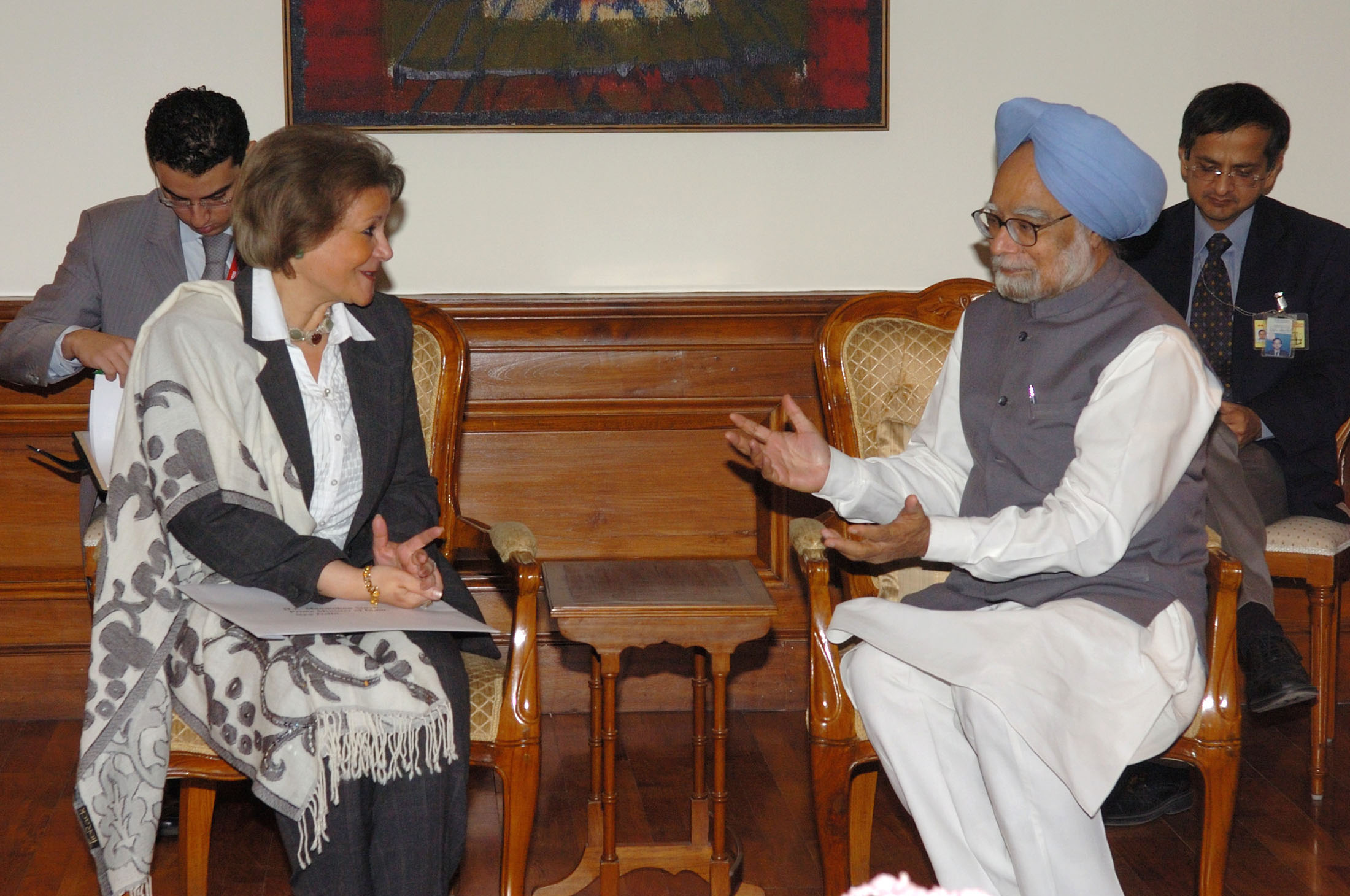
Fayza Mohamed Aboul Naga (links) bei einem Treffen mit dem indischen Premierminister Manmohan Singh (2008)

Fayza Mohamed Aboul Naga  (arabisch فايزة أبو النجا, DMG Fāyiza Abū n-Naǧā; * 12. November 1951) ist eine ägyptische Politikerin. Sie war Ministerin für Planung und Internationale Zusammenarbeit. Al-Naga soll über gute Kontakte zu dem früheren Diktator Husni Mubarak verfügt haben. Außerdem wurden ihr gute Beziehungen zu dem damaligen Vorsitzenden des Obersten Rats der Streitkräfte, Mohammed Hussein Tantawi, nachgesagt.

## Leben
Fayza Abul Naga ist seit 1973 Bachelor der Betriebswirtschaft und trat 1975 in den auswärtigen Dienst. Von 1975 bis 1978 war sie Botschaftsrätin zweiter Klasse in der Abteilung Abrüstung und internationale Sicherheitsfragen im ägyptischen Außenministerium in Kairo. An der Vertretung der ägyptischen Regierung im UN-Hauptquartier in New York City war sie von 1979 bis 1984 Botschaftssekretärin erster Klasse. Anschließend wurde sie von 1984 bis 1986 im Außenministerium in Kairo beschäftigt. Von 1987 bis 1990 koordinierte sie die Vertretung der ägyptischen Regierung als Klägerin beim Schiedsgericht um den Grenzverlauf bei Taba in Genf. Als Beraterin des ägyptischen Außenminister Amr Musa arbeitete Fayza Abul Naga 1991/92. Danach war sie bis 1996 als Assistentin von Boutros Boutros-Ghali tätig, der Generalsekretär im UN-Hauptquartier war. Sie leitete von 1997 bis 1999 die Abteilung Afrika im Außenministerium in Kairo. Bei den Vereinten Nationen in Genf arbeitete sie 1999 als ständige Vertreterin der ägyptischen Regierung. Seit 2001 ist Fayza Abul Naga die ägyptische Ministerin für Planung und Internationale Zusammenarbeit. Sie trat am 13. Juli 2004 in das Kabinett Nazif als Ministerin für Entwicklungszusammenarbeit und bekleidete dieses Amt auch im Kabinett Schafiq.

## Persönliches
Sie ist verheiratet und hat ein Kind.